# Монастир Христа в Томарі
Монастир Христа (порт. Convento de Cristo/Mosteiro de Cristo) — колишній римо-католицький монастир у Томарі, Португалія. Спочатку функціонував як твердиня тамплієрів XII століття, а коли орден був розпущений у XIV столітті, португальська гілка була перетворена на лицарів ордена Христа, що пізніше підтримувало морські відкриття Португалії XV століття. Комплекс монастиря та замку побудований у мануелінському стилі є пам'яткою історії та культури і був внесений до списку Всесвітньої спадщини ЮНЕСКО у 1983 році.

## Історія

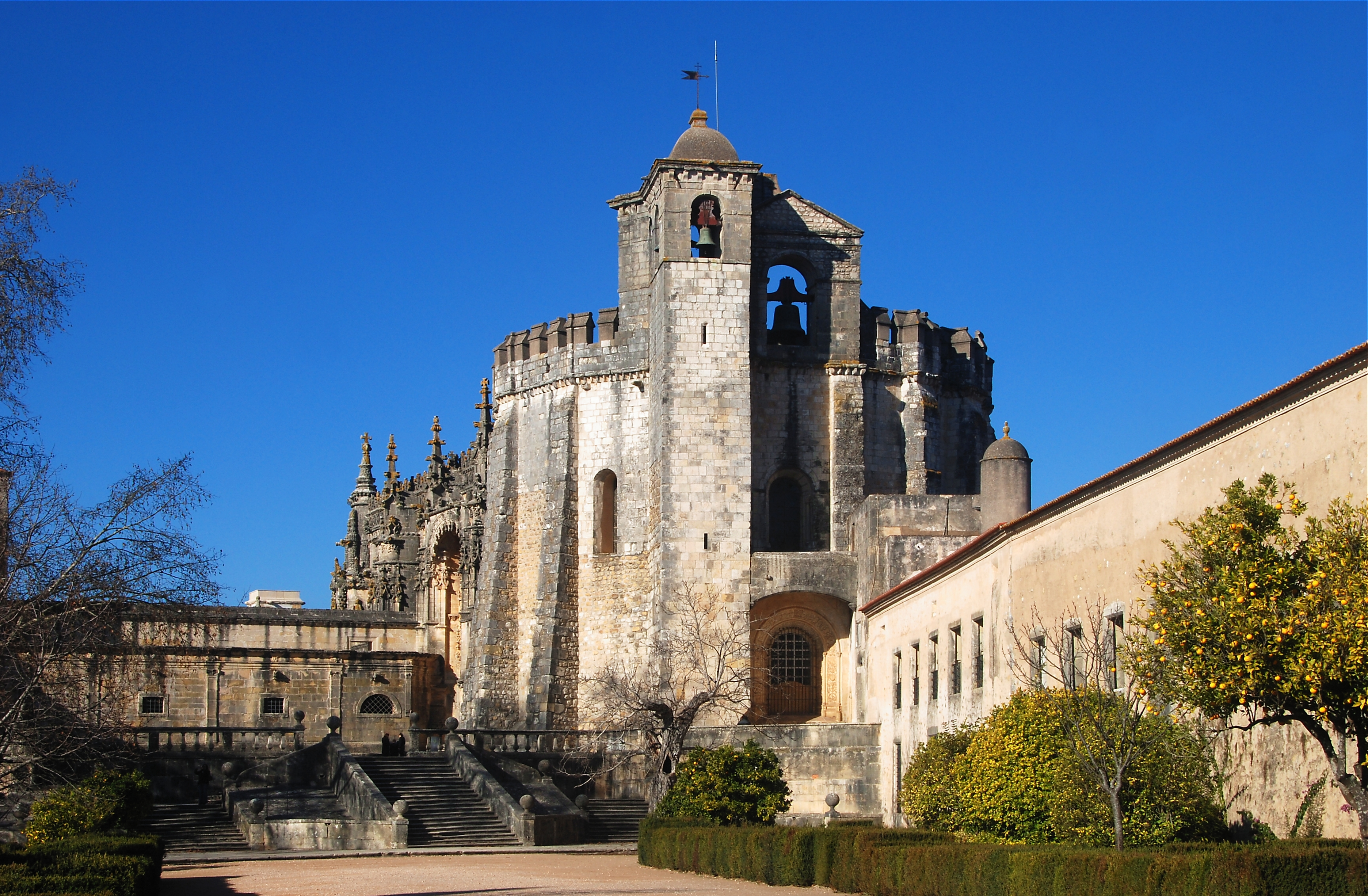
Головна церква монастиря (кругла церква, ротонда), побудована тамплієрами
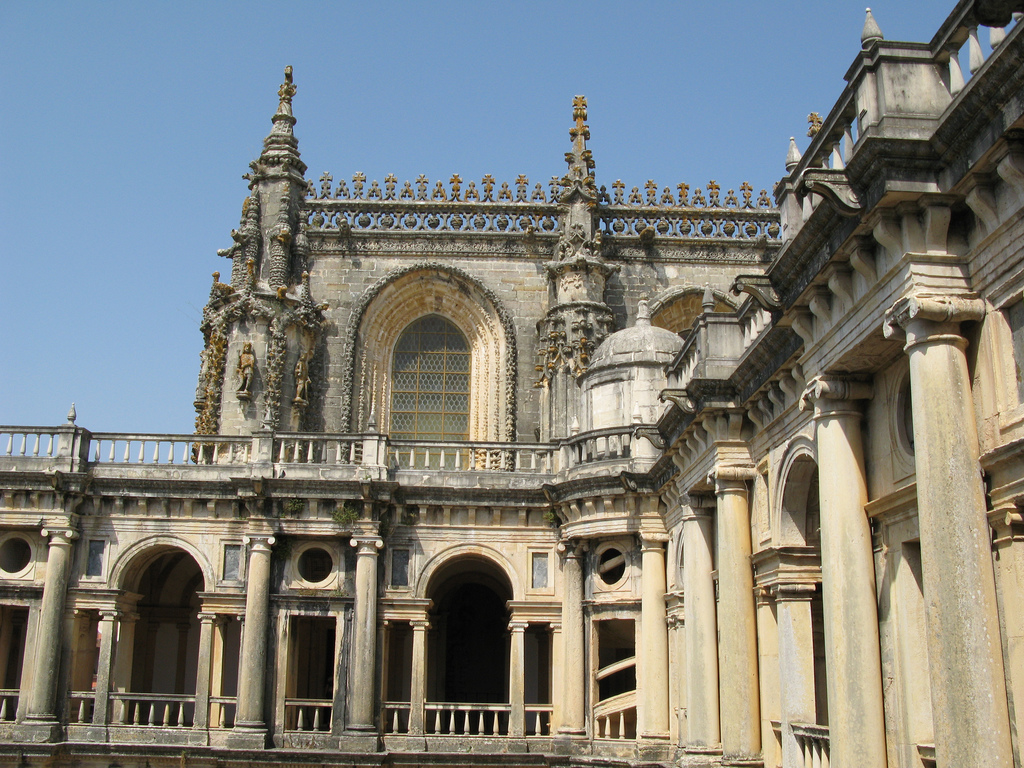
Архітектура мануелінського стилю
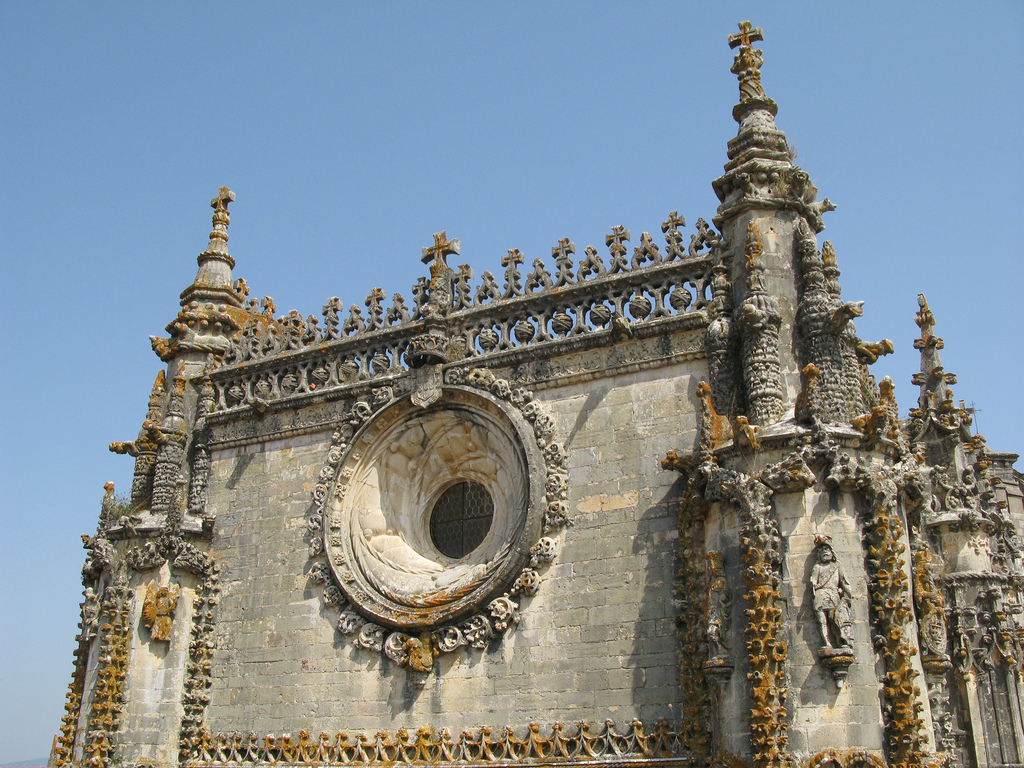
Вишукане вікно над західним фасадом церкви
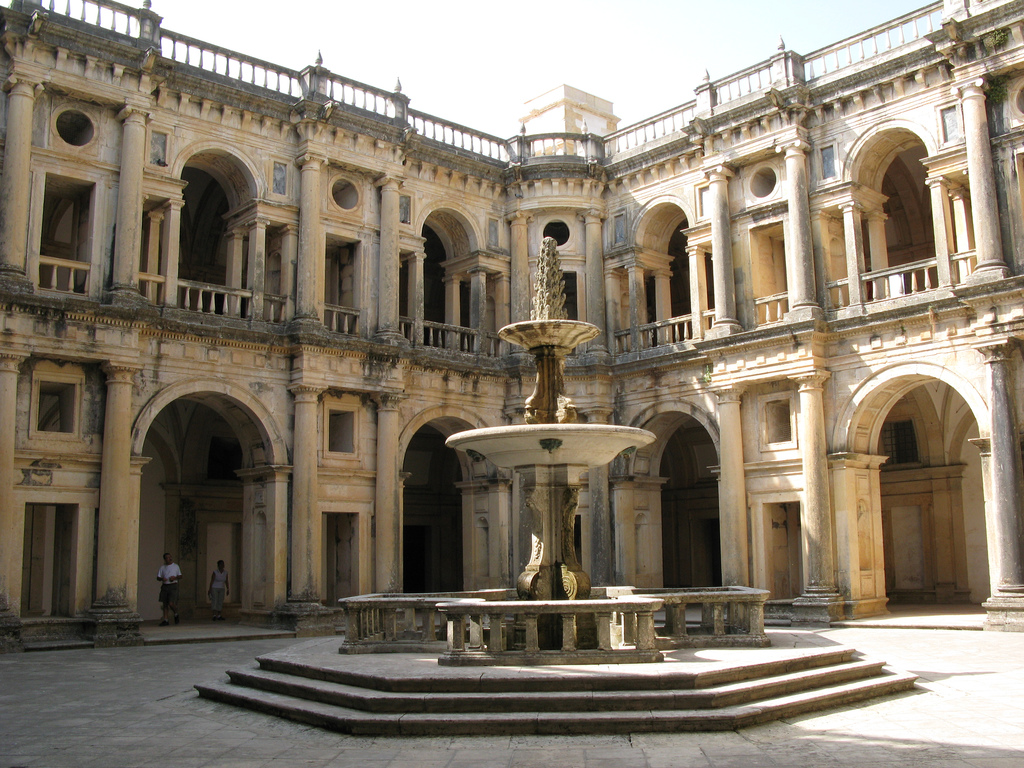
Ренесансний декор часів Іоанна III

### Тамплієри

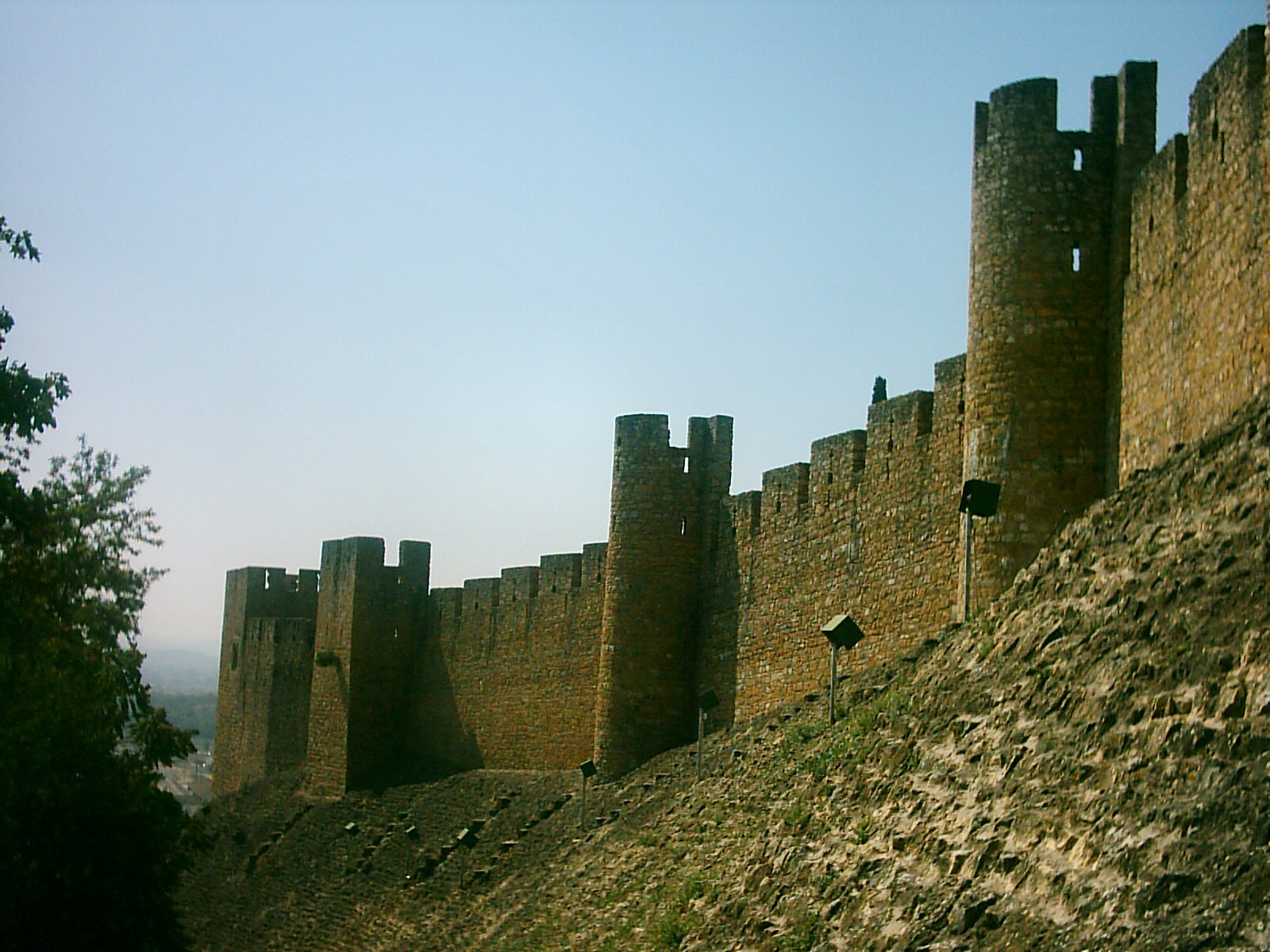
Стіни замку в Томарі

Монастир був заснований орденом бідних лицарів храму (або лицарів тамплієрів) у 1118 році. Його будівництво тривало до кінця XII століття, коли закінчили споруджувати молитовню в одному з кутів замку. Будівництво було завершено великим майстром Д. Гуальдімом Паїсом (десь близько 1160 р.). Близько 1190 року монастир був в оточені армією халіфа Абу Юсуфа аль-Мансура, який успішно зайняв інші твердині на півдні країни. Біля входу в замок було встановлено дошку, щоб відзначити цю подію.
У другій чверті XIII століття Томар був переданий під контроль тамплієрів. Замок став невід'ємною частиною системи оборони, створеної тамплієрами для забезпечення кордону молодого християнського королівства проти маврів, які в той час займали територію приблизно до річки Тахо.
Знаменита кругла церква (ротонда) замку Томара також була побудована у другій половині 12 століття. Церква, як і деякі інші храми по всій Європі, була змодельована за Куполом Скелі в Єрусалимі, який, як вважали хрестоносці, був залишком Соломонового храму. Іншим зразком ймовірно слугувала Церква Гробу Господнього Єрусалимського.

### Орден Христа
Після розпуску ордена тамплієрів 14 березня 1319 р. на прохання короля Португалії Дініша папа Іоанн XXII створив орден Христа. Орден тамплієрів був придушений у більшій частині Європи з 1312—1314 рр., але в Португалії його члени, активи були передані ордену Христа. Твердиня колишніх тамплієрів була перетворена в 1357 р. на місце цього нового ордену. В результаті, приблизно в першій половині XV століття, було завершено роботу з перебудови тамплієрської молитовні, введення відкритого хору в західну нішу. Тоді ж був побудований головний палац.
Під час керівництва принца Енріке Мореплавця (1417—1450) орден Христа ініціював будівництво двох монастирів під керівництвом майстра Фернау Гонсальвеша: Claustro do Cemitério (Кладовищний монастир) та Claustro das Lavagens (Пральний монастир). До цих великих робіт Енріке розпочав роботу над будівництвом каплиці Сау Жорже десь у 1426 році і відповідав за благоустрій у місті Томар.
У 1484 р. король Мануел 1 (який став магістром ордена в 1484 р. і королем Португалії в 1495 р.) наказав побудувати ризницю (сьогодні Зал Пасажу), що з'єднав хор з каплицею Сау Жорже, з'єднавши хору з оборонною стіною. До кінця століття Генеральний глава монастиря ухвалив рішення про розширення монастиря (близько 1492 р.). В громадських роботах у 1499 році було витрачено 3500 рейсів. Будинок голови, головний вівтар, залізне оздоблення для ніші/арки, картини та скульптури, хор були розширені або перероблені.
Розпорядженням короля 1503 року стару Вілу де Дентру відібрали у ордена. 11 жовтня 1504 р. король Жуан III призначенив майстром для будівництва проекту Франциску Лопеша, з оплатою 8 000 рейсів на рік і 120 рейсів на харчування. 1506 р. Мануел вирішив замовити будівництво нави церкви.
Наступник Мануела I, король Жуан III, демілітаризував орден, перетворивши його на релігійний орден із правилами Бернарда Клервоського. Він також наказав побудувати новий монастир 1533 р., який є одним з найкращих зразків архітектури Ренесансу в Португалії.
У 1581 р., після кризи спадкоємства, португальська знать зібралася в монастирі Христа в Томарі і офіційно визнала Філіпа II Іспанського королем. Це початок Іберійської унії (1581—1640), під час якого корони Португалії та Іспанії були об'єднані в династичний союз. У цей період був побудований акведук монастиря (завершений у 1614 р.).

## Архітектура

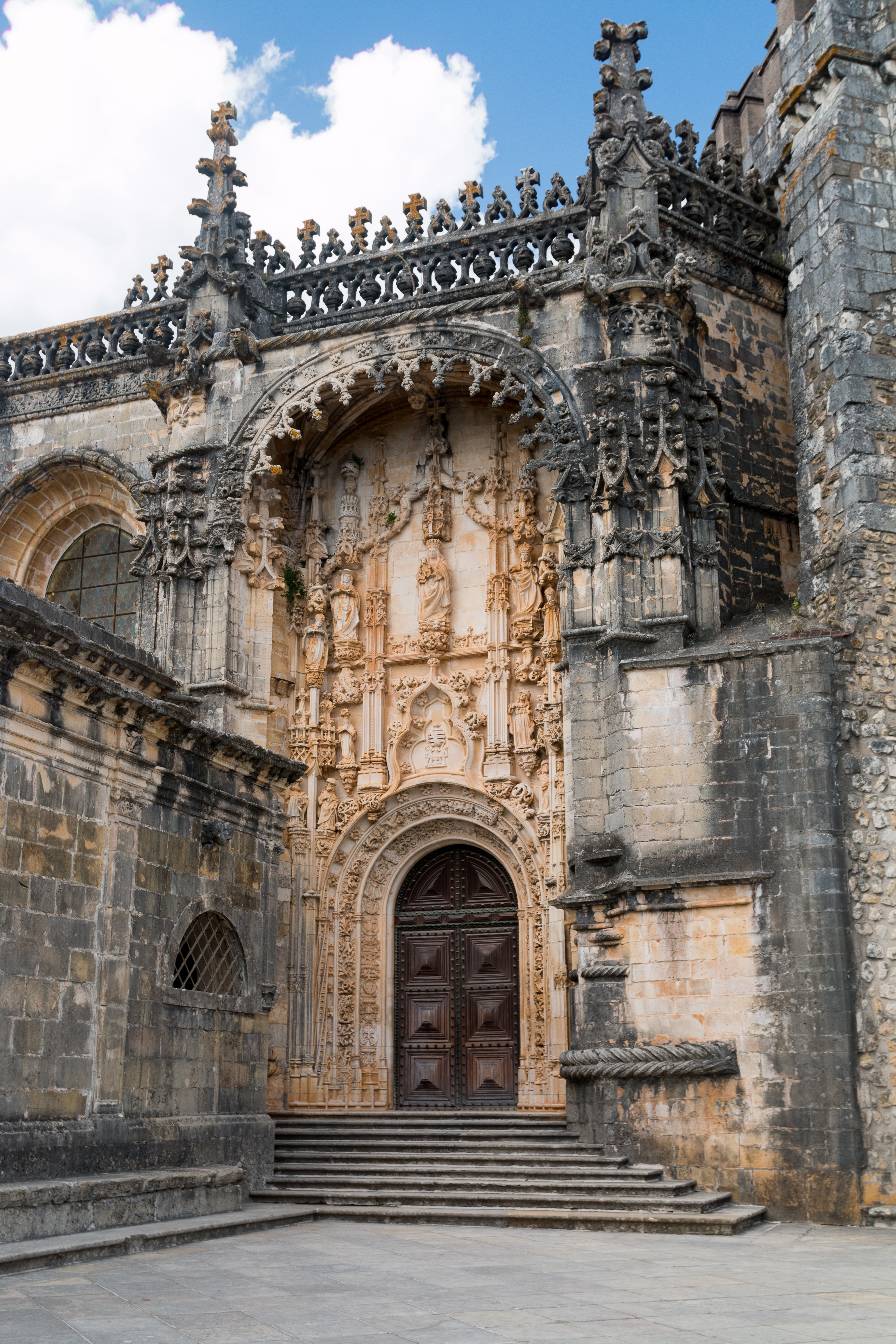
Вхід церкви монастиря в стилі мануелін.

Замок та монастир Христа мають зразки архітектурного романського, готичного, мануелінського та ренесансного стилів.

План поверху церкви монастиря Христа. Кругла церква тамплієрів (кінець XII ст.) Позначена червоним кольором, а маневрова нава (початок 16 століття) — синім кольором.

### Замок

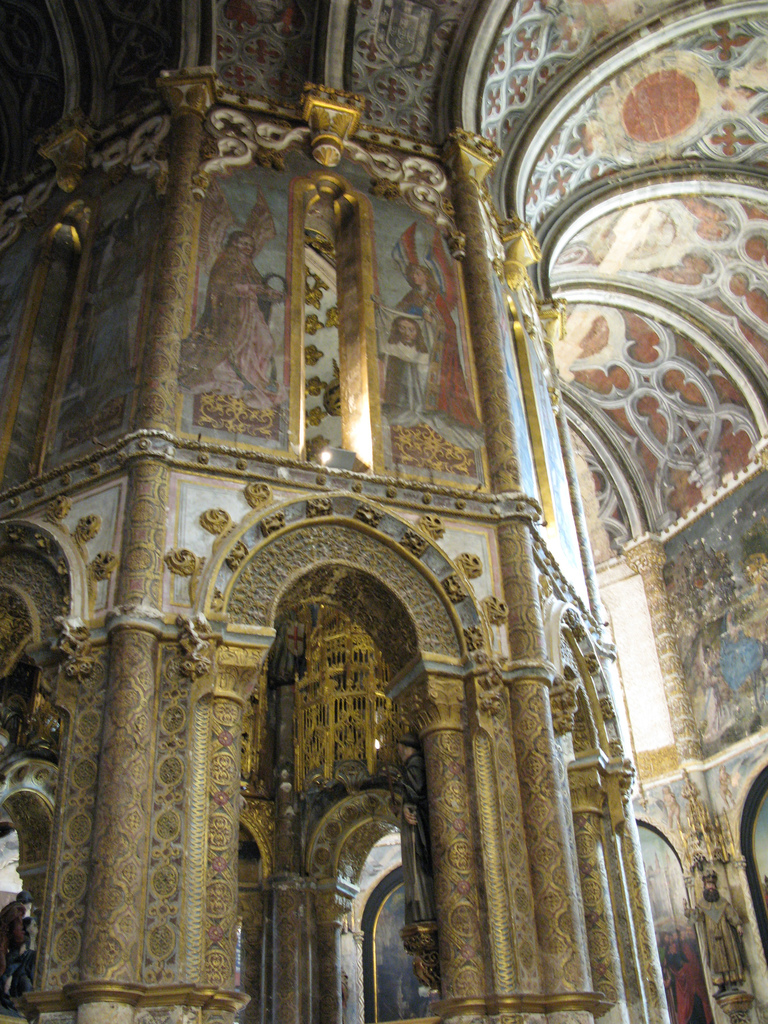
Інтер'єр Круглої церкви, прикрашений пізно-готичним живописом та скульптурою.

Замок Томар був побудований близько 1160 року на стратегічному місці, над пагорбом і біля річки Набау, має зовнішню захисну стіну і цитадель (alcáçova) з донжоном всередині. Донжони були введені в Португалію тамплієрами, в Томарі — один із найстаріших у країні. Ще одна новинка, яку в Португалії ввели тамплієри на основі досвіду в Нормандії та Бретані та інших місцях — круглі вежі у зовнішніх стінах, які більш стійкі до атак, ніж квадратні вежі.

### Церква
Романська кругла церква — римо-католицька церква із замку (charola, rotunda), побудована у другій половині 12 століття лицарями тамплієрами. Ззовні церква має 16-кутів, з міцними контрфорсами, круглими вікнами та дзвіницею. Усередині кругла церква має восьмикутну структуру, скріплену арками з навколишньою галереєю (деамбулаторій). Загальна форма церкви змодельована за аналогічними круглими спорудами в Єрусалимі: мечеть Омар та церква Гробу Господнього .
Капітелі колон все ще романські (кінець XII століття) і зображують рослинні та тваринні мотиви. Стиль колон свідчить про вплив художників, які працювали над собором Коїмбра, який будувався одночасно з круглою церквою.
Інтер'єр круглої церкви вишукано прикрашений скульптурами та картинами пізньої готики, доданими під час реновації, яку спонсорував король Мануел I починаючи з 1499 року. Стовпи та стіни деамбулаторію містять поліхромні статуї святих та ангелів під розкішними готичними навісами, тоді як стіни та стелі деамбулаторію розписані готичними візерунками та панно, що зображують життя Христа. Картини приписуються майстерні придворного живописця Мануеля I, португальця Жорже Афоншу, а скульптурне оздоблення приписується фламандському скульптору Олів'є де Ганду та іспанцю Ернану Муньозу. Розкішне панно із зображенням мученицької смерті святого Себастьяна, португальського художника Жорже Лопешу, було намальовано для Круглої церкви і зараз висить у Національному музеї стародавнього мистецтва в Лісабоні.

### Манулінська нава

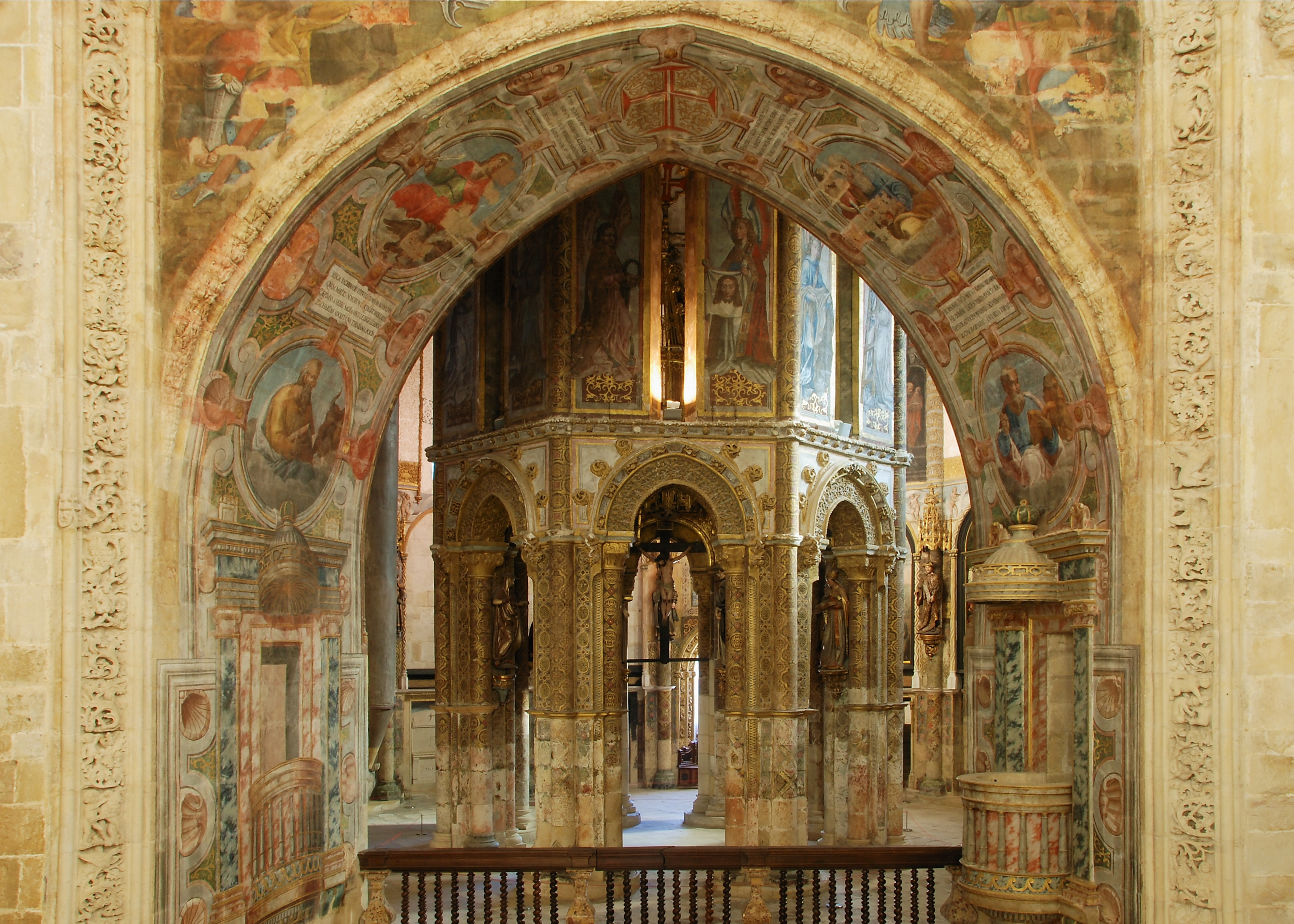
Деталь круглої церкви, вид з нави

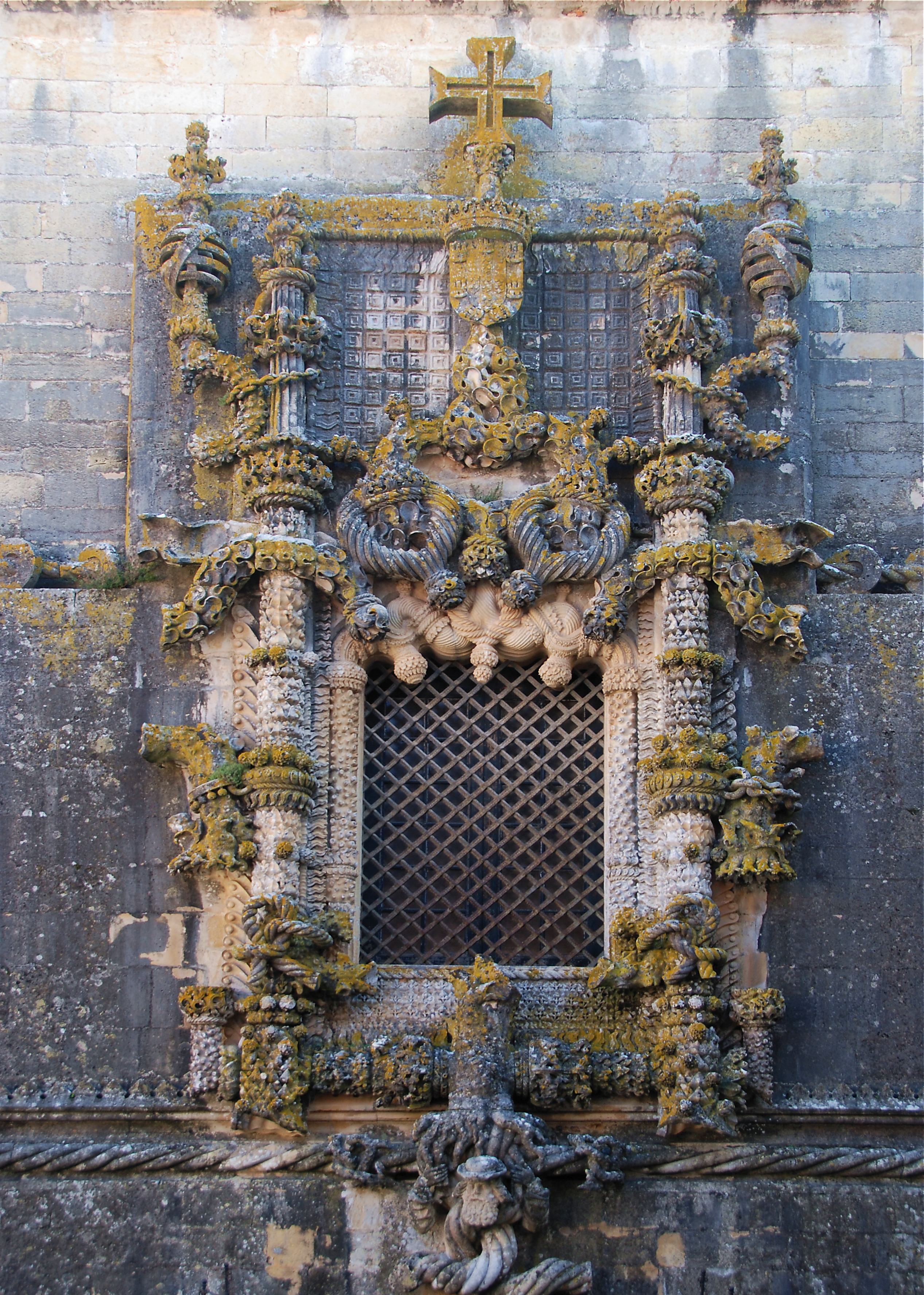
Відоме вікно головного будинку, виготовлене Діогу де Аррудою у 1510—1513 роках.

Під час управління принца Енріке Мореплавця (перша половина XV століття) до круглої церкви монастиря було додано готичну наву, що перетворило круглу церкву на церковну апсиду. З 1510 р. король Мануел I наказав відбудувати наву у стилі того часу, поєднання пізньої готики та ренесансу, яке історики мистецтва називають мануельський стиль. Задіяними архітекторами були португальський Діугу де Арруда та іспанець Жоау де Кастільйю .
Ззовні прямокутна нава вкрита рясними елементами пізньої готики, включаючи гаргуйлі, готичні шпильки, статуї та «мотузки», які нагадують про ті, що використовувались на кораблях в Добу великих географічних відкриттів, а також хрест Ордена Христа та емблема короля Мануеля I, армілярна сфера. Так зване «Вікно Будинку глави» (Janela do Capítulo), величезне вікно, що видно з монастиря святої Варвари на західному фасаді нави, містить у собі більшість типових монументальних мотивів: символи ордена Христа та Мануеля I, елементи мотузок, коралів та рослинних мотивів. Людська фігура в нижній частині вікна, ймовірно, представляє дизайнера Діого де Арруда. Це вікно монастиря є однією з майстерних шедеврів мануелінського стилю. Зверху — менше кругле вікно та балюстрада. Фасад розділений двома ходами із зав'язаними мотузками. Контрфорси з круглим кутом прикрашені гігантськими підв'язками (натякаючи на інвестиції Мануеля I ордену Підв'язки англійського короля Генріха VII).
Вхід до церкви здійснюється через чудовий бічний портал, також прикрашений рясними монументальними мотивами та статуями Богородиці з дитиною, а також пророками Старого Завіту. Цей портал був розроблений Жоау де Кастілью близько 1530 року.
В інтер'єрі мануелінська нава з'єднана з романською круглою церквою великою аркою. Нава вкрита прекрасними ребристими склепіннями і має високий хор. Частина конструкції, на жаль, зруйнована вторгненням наполеонівських військ на початку 19 століття. Під високим хором є кімната, яка раніше була ризницею церкви. Його вікно — відоме вже згадане вікно Глави.

### Монастирі

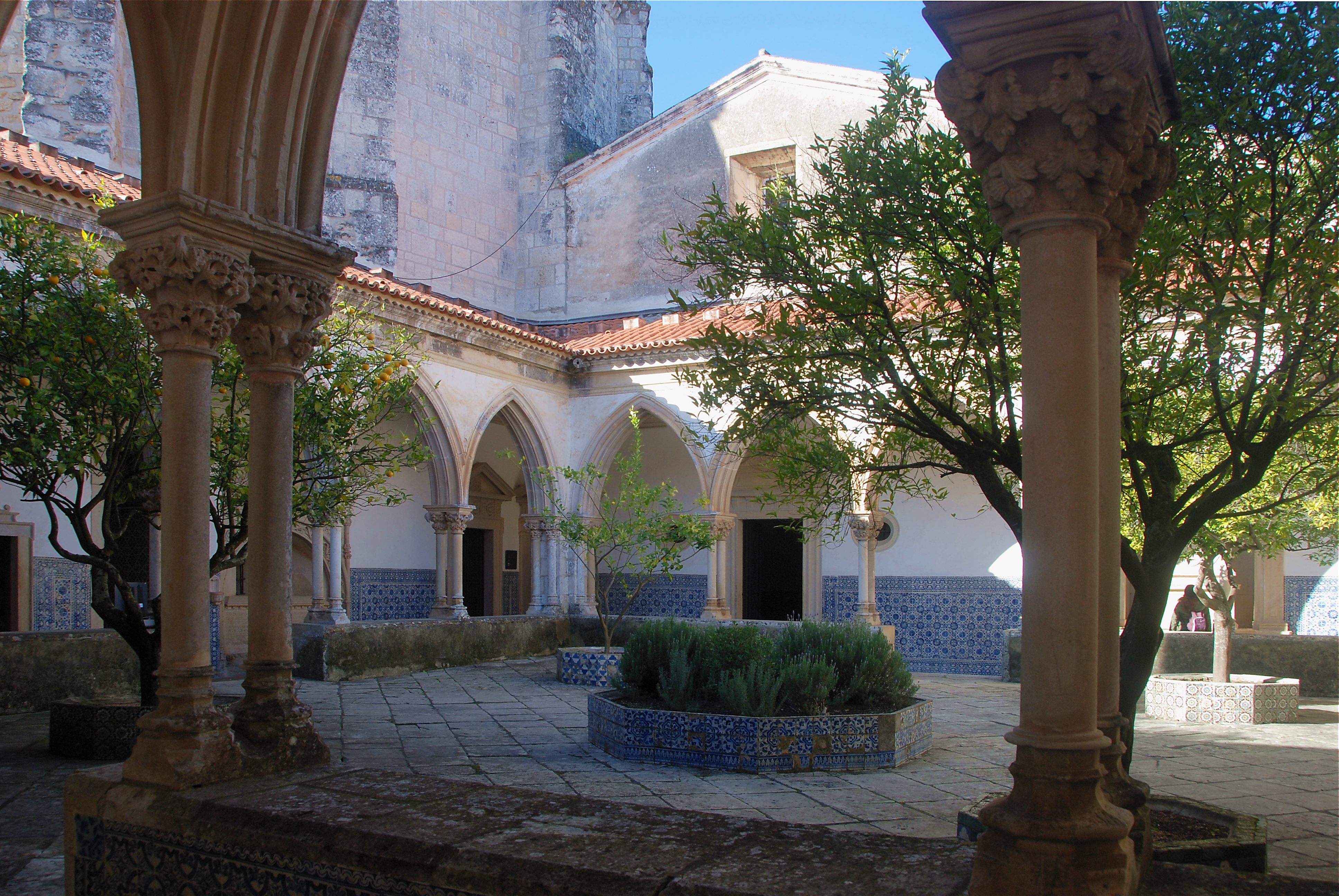
Готична обитель Кладовищного монастиря (перша половина 15 століття).

Монастир Христа налічує вісім монастирів, побудованих у 15-16 століттях. Серед них:
- Claustro da Lavagem (Пральний монастир): Двоповерховий готичний монастир, побудований близько 1433 року за Енріке Мореплавця. Одяг ченців прали в цьому монастирі, звідси і назва.
- Claustro do Cemitério (Кладовищний монастир): також побудований при Енріке Мореплавцю, цей готичний монастир був місцем поховання лицарів і ченців ордену. Витончені колони арки мають красиві капітелі з рослинними мотивами, а стіни деамбулаторію прикрашені плиткою 16 століття. У гробниці в манулінському стилі (близько 1523 р.) спочиває Діогу да Гама, брат мореплавця Васко да Гама.
- Claustro de Santa Bárbara (монастир святої Варвари): побудований у 16 столітті. З цього монастиря видно вікно будинку глави та західний фасад нави церкви.
- Claustro de D. João III (монастир Жуана III): розпочатий при королі Португалії Жуана III, був закінчений під час правління Філіппа I Португальського. Першим архітектором був Діогу де Торральва, який розпочав роботу в 1557 році, добудований в 1591 році архітектором Філіппа I, італійцем Філіппо Терзі. Цей чудовий, двоповерховий монастир з'єднує гуртожиток ченців із церквою, і вважається одним із найважливіших прикладів архітектури маньєризму в Португалії. Поверхи з'єднані між собою чотирма витонченими гелікоїдними сходами, розташованими в кожному куті монастиря.